# Șkurpelî, Zinkiv
Șkurpelî (în ucraineană Шкурпели) este un sat în comuna Pokrovske din raionul Zinkiv, regiunea Poltava, Ucraina.

## Demografie
Componența lingvistică a localității Șkurpelî
     Ucraineană (100%)
Conform recensământului din 2001, toată populația localității Șkurpelî era vorbitoare de ucraineană (100%).